# Griechische Badmintonmeisterschaft 2023
Die Griechische Badmintonmeisterschaft 2023 fand vom 13. bis zum 14. Mai 2023 in Thessaloniki statt. 

## Medaillengewinner
| Disziplin    | Gold                                                       | Silber                                       | Bronze                                               |
| ------------ | ---------------------------------------------------------- | -------------------------------------------- | ---------------------------------------------------- |
| Herreneinzel | Paschalis Melikidis                                        | Stamatis Tsigirdakis                         | Dimitrios Papadopoulos                               |
| Herreneinzel | Paschalis Melikidis                                        | Stamatis Tsigirdakis                         | Georgios Tsiolis                                     |
| Dameneinzel  | Grammatoula Sotiriou                                       | Dimitra Kalomira Kroystalli                  | Thomai Agapi Pavlidou                                |
| Dameneinzel  | Grammatoula Sotiriou                                       | Dimitra Kalomira Kroystalli                  | Athanasia Paulina Vlachantoni                        |
| Herrendoppel | Paschalis Melikidis Axilleas Tsartsidis                    | Vasileios Rafail Kiosses Vasileios Rakitzis  | Dimitrios Papadopoulos Petros Tentas                 |
| Herrendoppel | Paschalis Melikidis Axilleas Tsartsidis                    | Vasileios Rafail Kiosses Vasileios Rakitzis  | Asimakis Vlahopoulos Ioannis Palassopoulos           |
| Damendoppel  | Athanasia Paulina Vlachantoni Antonia Petroula Vlachantoni | Christina Mavromatidou Theodora Lambrianidou | Thomai Agapi Pavlidou Stavriani Konstantina Pavlidou |
| Damendoppel  | Athanasia Paulina Vlachantoni Antonia Petroula Vlachantoni | Christina Mavromatidou Theodora Lambrianidou | Evgenia Vaggeli Savvina Gialama                      |
| Mixed        | Stamatis Tsigirdakis Theodora Lambrianidou                 | Petros Tentas Savvina Gialama                | Dimitris Orlis Ioanna Karetsa                        |
| Mixed        | Stamatis Tsigirdakis Theodora Lambrianidou                 | Petros Tentas Savvina Gialama                | Alexandros Vrachiolias Nonna Andreou                 |